# Jean Painlevé
Jean Painlevé (Parigi, 20 novembre 1902 – Neuilly-sur-Seine, 2 luglio 1989) è stato un regista francese.
Figlio del matematico e uomo politico francese Paul Painlevé.
Laureato in medicina, partecipò attivamente al movimento d'avanguardia cinematografica dedicandosi poi alla cinematografia scientifica.
Fondatore e direttore dell'Institut du cinéma scientifique, ha realizzato moltissimi documentari divulgativi, caratterizzati da notevole contrappunto fra immagini e suoni.

## Filmografia
- L'œuf d'épinoche : de la fécondation à l'éclosion, (1927)
- La Pieuvre - La piovra, (1928)
- La Daphnie - La dafne, (1929)
- Hyas et stenorinques, (1929)
- Les Oursins, (1929)
- Bernard-l'hermite, (1930)
- Les Crabes - I granchi, (1930)
- Ruptures de fibres, (1931)
- Électrophorèse de nitrate d'argent - Elettroforesi del nitrato d'argento, (1932)
- L'Hippocampe - L'ippocampo, (1934)
- Corèthre, (1935)
- Barbe-Bleue, (1936)
- Microscopie à bord d'un bateau de pêche - Microscopia a bordo di un battello di pesca, (1936)
- Images mathématiques de la quatrième dimension - Immagini matematiche in 4 dimensioni, (1937)
- Voyage dans le ciel - Viaggio nel cielo, (1937)
- Solutions françaises, (1939)
- Le Vampire - Il vampiro, (1945)
- Jeux d'enfants, (1946)
- Assassins d'eau douce - Assassini d'acqua dolce, (1947)
- Notre planète la Terre - Il nostro pianeta Terra, (1947)
- Pasteur, (1947)
- La Chirurgie correctrice - La chirurgia correttrice, (1948)
- Écriture de la danse, (1948)
- Les Alpes - Le Alpi, (1958)
- L'Astérie - L'asteria, (1958)
- Les Oursins, (1958)
- Comment naissent les méduses - Come nascono le meduse, (1960)
- Les Danseuses de mer, (1960)
- Amours de la pieuvre, (1965)
- Acera ou Le bal des sorcières, (1972)